# آورو ۵۷۱ بافلو
آورو ۵۷۱ بافلو (به انگلیسی: Avro 571 Buffalo) یک هواپیمای ساختِ کارخانهٔ آورو در کشور بریتانیا است. این هواپیما در ۱۹۲۶ میلادی نخستین پرواز خود را انجام داد.